# Lucrezia Scarfaglia
Lucrezia Maria Scarfaglia, nome completo di Lucrezia Scarfaglia (fl. XVII secolo), è stata una pittrice italiana attiva nel XVII secolo in ambito bolognese.

## Biografia

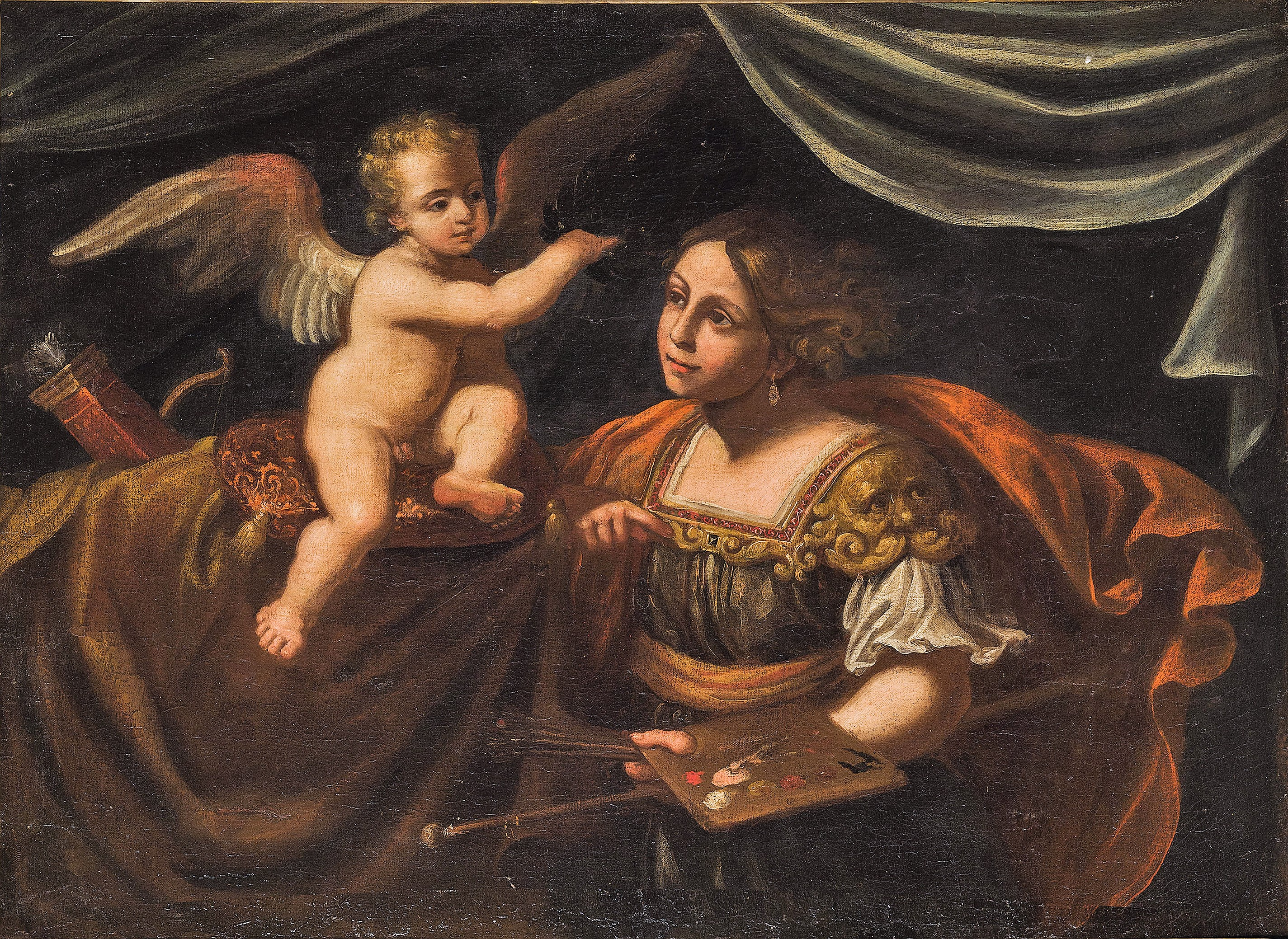
Lucrezia Scarfaglia (attrib.), Allegoria della Pittura

Lucrezia Scarfaglia fu allieva di Elisabetta Sirani. A seguito della morte prematura della celeberima pittrice prese lezioni da Domenico Maria Canuti.
Attiva intorno al 1677-1678, ancora nota nella seconda metà del Settecento e a lungo caduta nell'oblio, della sua vita e della sua carriera non si sa quasi nulla.
Le prime informazioni biografiche sulla pittrice risalgono all'Aggiunta di Antonio Masini.
Citata di sfuggita nel 1678 tra le allieve della Sirani alla fine del libro quarto del Felsina pittrice di Carlo Cesare Malvasia, che dedica loro un frettoloso elogio collettivo, è descritta più estesamente da Luigi Crespi, che la definì una «non mediocre pittrice» nel 1769.
Crespi elenca una serie di dipinti attribuiti a Scarfaglia, tra cui varie opere religiose e un ritratto di Eleonora Gonzaga.
La sua unica opera documentata e non dispersa è un autoritratto, firmato e datato 1678, in cui si raffigura mentre sta dipingendo la Madonna di San Luca. L'autoritratto, parte delle collezioni della Galleria Pallavicini di Roma, ripropone uno stile che ricorda i dipinti del Cinquecento.
Una ulteriore versione dell'autoritratto potrebbe corrispondere a un quadro con Donna che sta dipingendo la Madonna di San Luca, commissionato dal marchese Grimaldi e citato da Antonio Masini.
Fu sposata con un tale Carlo Forni.